# 学校法人富士学園
学校法人富士学園（がっこうほうじんふじがくえん）は、日本の学校法人。設置者は服部仁平治。所在地は静岡県富士市平垣町1-1。以下「富士学園」と称する。

## 法人の目的
富士学園の目的は左の通りである。
- 学校教育法に基づき新制高等学校教育並びに新制中学校教育を行う。

1948年(昭和23年)の変更前の目的は左の通りである。
- 女子商業教育並びに高等女学校教育を行う。

## 設置学校
富士学園の設置する学校、その設置年及び所在地は左の通りである。(年号は西暦に依る。校名は全て「静岡県」を冠するのが正式であるが省略する。)
| 学校名称       | 設置年 | 所在地                |
| -------------- | ------ | --------------------- |
| 富士見中学校   | 2014   | 静岡県富士市平垣町1-1 |
| 富士見高等学校 | 1948   | 静岡県富士市平垣町1-1 |

廃止又は改組した学校並びにその設置年及び廃止年は左の通りである。(年号及び校名については右表の例を準用する。)
| 学校名称           | 設置年 | 廃止年 | 廃止後                           |
| ------------------ | ------ | ------ | -------------------------------- |
| 富士見女学校       | 1927   | 1928   | 高等女学校に昇格。               |
| 富士見高等女学校   | 1928   | 1948   | 新制高等学校に改組。             |
| 富士高等実践女学校 | 1931   | 1944   |                                  |
| 富士実務商業学校   | 1935   | 1937   | 甲種商業学校に昇格。             |
| 富士商業学校       | 1937   | 1944   | 設備は富士女子商業学校に移管。   |
| 富士女子商業学校   | 1944   | 1947   | 設備は新制富士見高等学校に移管。 |
| 富士見中学校       | 1947   | 1970   | 2014年4月1日に復活。             |

## 沿革

### 略歴
1927年(昭和2年)に資産家の服部仁平治が静岡県富士見女学校を開設、翌年には静岡県富士見高等女学校(富士見高女)の設置が認可され、静岡県富士郡加島村平垣22番地に開校する。その後旧学制下に於いて静岡県富士高等実践女学校(富士実践)、静岡県富士実務商業学校(後に甲種商業学校に昇格し静岡県富士商業学校と改名。略称は富士商)を設置、富士商設置に伴い財団法人静岡県富士商業学校が発足する。1944年(昭和19年)、太平洋戦争(大東亜戦争)のために富士実践及び富士を廃止、法人名を財団法人富士学園と改め富士商の土地及び設備を利用し静岡県富士女子商業学校 (富士女子商)を設置する。
戦後には 学制改革によって、富士女子商を廃止し富士見高女を新制高等学校に再編し静岡県富士見高等学校(富士見高校)が設置される。同時に中学校を併設した(静岡県富士見中学校)。この中学校は附属中学ではなく独立した学校として位置付けられたが、1970年に廃止された。しかし、2014年4月1日に静岡県富士見中学校が再び設置され、中学校が復活（事実上再開）する。
1950年(昭和25年)、私立学校法施行に伴う組織変更を行い、財団法人富士学園を学校法人富士学園とする。
富士女子商の廃止以来女子に対する専門的の商業教育は行っていなかったが、1952年(昭和27年)に富士見高校商業科を設置、商業教育を復活する。
その後も社会情勢の変動に合わせて女子に高等普通教育及び専門教育を施してきたが、富士見高校が1994年(平成6年)より段階的に男女共学化を実施し、2000年(平成12年)には全課程を共学化した。

### 年表
| 西暦   | 和暦   | 沿革 |
| ------ | ------ | --- |
| 1927   | 昭和2  | 4月1日 - 静岡県富士見女学校を開設。 |
| 1928   | 昭和3  | 2月20日 - 静岡県富士見高等女学校の設立を認可される。                                                                                             |
|        |        | 4月1日 - 静岡県富士見高等女学校を開校、本科及び補習科を設置。                                                                                    |
| 1931年 | 昭和6  | 4月1日 - 静岡県富士高等実践女学校を併設、本科及び専攻科を設置。                                                                                  |
| 1935   | 昭和10 | 4月 - 静岡県富士実務商業学校を設立。 |
| 1937   | 昭和12 | 3月23日 - 財団法人静岡県富士商業学校の設立を認可される。                                                                                         |
|        |        | 4月1日 - 静岡県富士実務商業学校、静岡県富士商業学校 (甲種商業学校)に昇格。                                                                       |
| 1944   | 昭和19 | 3月18日 - 法人名を財団法人富士学園に改める。静岡県富士高等実践女学校及び静岡県富士商業学校の廃止並びに静岡県富士女子商業学校の設置を認可される。 |
|        |        | 4月 - 静岡県富士女子商業学校を開校、第一本科及び第二本科を設置。                                                                                 |
| 1947   | 昭和22 | 4月1日 - 静岡県富士女子商業学校の廃止を認可される。静岡県富士見中学校 (新制)の併設を認可され開校。                                               |
| 1948   | 昭和23 | 4月1日 - 静岡県富士見高等学校 (新制)の設置を認可され開校、普通科及び家政科から成る本科並びに家庭科から成る別科を設置。                           |
| 1950   | 昭和25 | 12月7日 - 私立学校法の施行により財団法人富士学園を 学校法人富士学園に組織変更。                                                                  |
| 1952   | 昭和27 | 4月1日 - 商業科を設置。 |
| 1958   | 昭和33 | 5月 - 服部仁平治理事長、藍綬褒章を受章。 |
| 1967   | 昭和42 | 4月 - 服部仁平治理事長、勲四等に叙せられ旭日小綬章を授けられる。                                                                                 |
|        |        | 9月1日 - 富士見中学校の廃止を認可される。 |
| 1977   | 昭和52 | 3月 - 創立者、服部仁平治元理事長卒去。 |
| 1992   | 平成4  | 4月 – 富士見高校がグレイス・ルーザラン・カレッジ(オーストラリア)と姉妹校提携。                                                                   |
| 1994   | 平成6  | 4月1日 – 富士見高校普通科の一部及び情報処理科に於いて男女共学施行。家政科を生活文化科に名称変更。                                                |
| 1996   | 平成8  | 4月1日 – 富士見高校普通科全体に男女共学を施行。                                                                                                  |
|        |        | 4月1日 – 富士見高校、商業科の共学移行を以て男女共学を完成。                                                                                      |
| 2003   | 平成15 | 4月1日 – 富士見高校躍進五ヵ年計画策定。 |
| 2007   | 平成19 | 9月10日 - 夢を高める新5ヵ年計画委員会策定。 |
| 2014   | 平成26 | 4月1日 - 静岡県富士見中学校復活 |